# Hypoxis protrusa
Hypoxis protrusa är en enhjärtbladig växtart som beskrevs av Gert Cornelius Nel. Hypoxis protrusa ingår i släktet Hypoxis och familjen Hypoxidaceae.
Artens utbredningsområde är Tanzania. Inga underarter finns listade i Catalogue of Life.